# نامسوس
نامسوس (بالنرويجية: Namsos) بلدية في مقاطعة نورد تروندلاغ، النرويج. بلغ عدد سكانها حوالي 13 ألف نسمة في 2017. تضم المدينة أحد فروع الحرم الجامعي لجامعة نورد.

## معرض صور

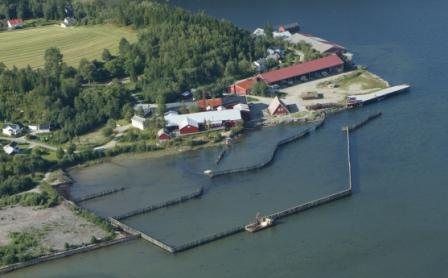
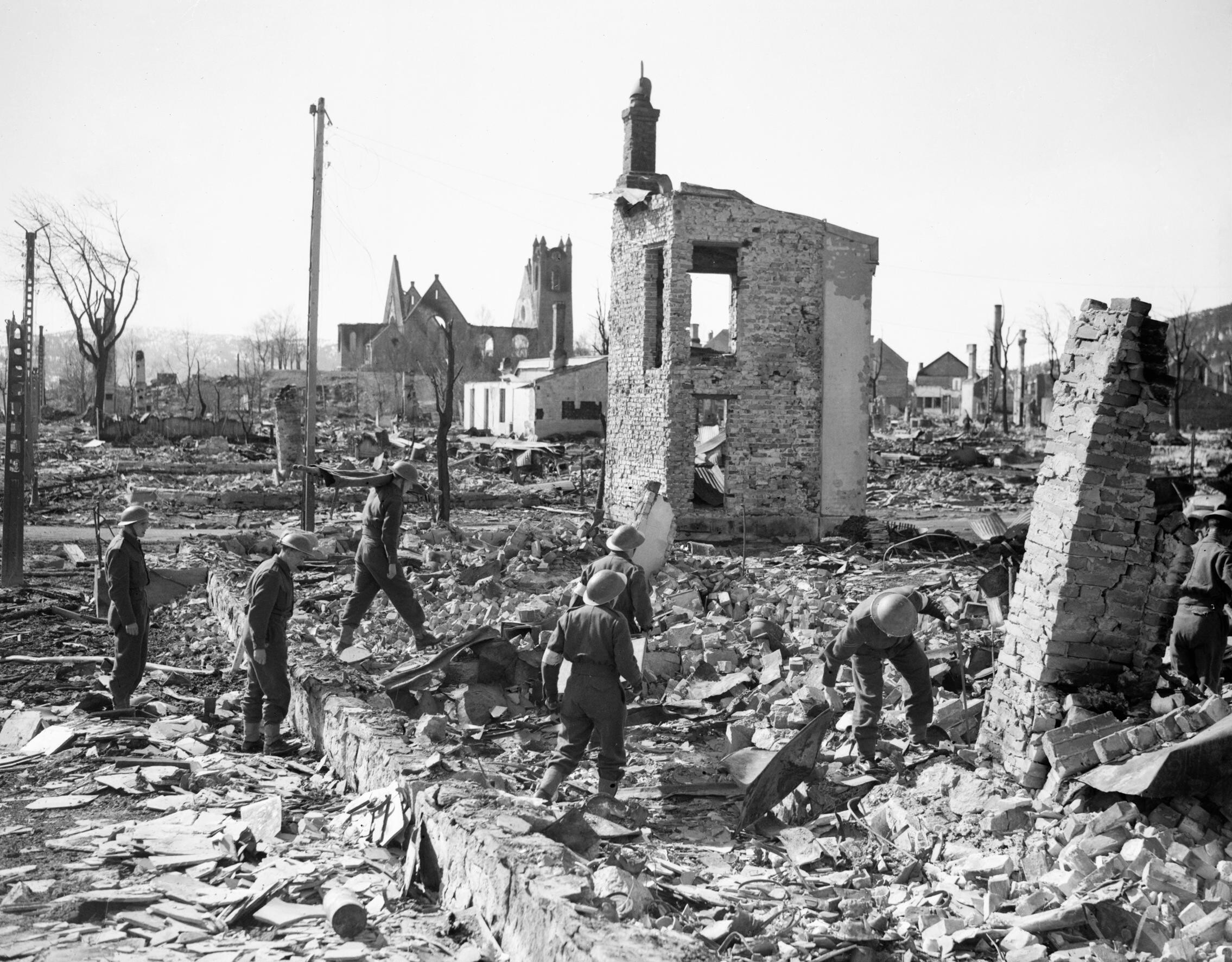
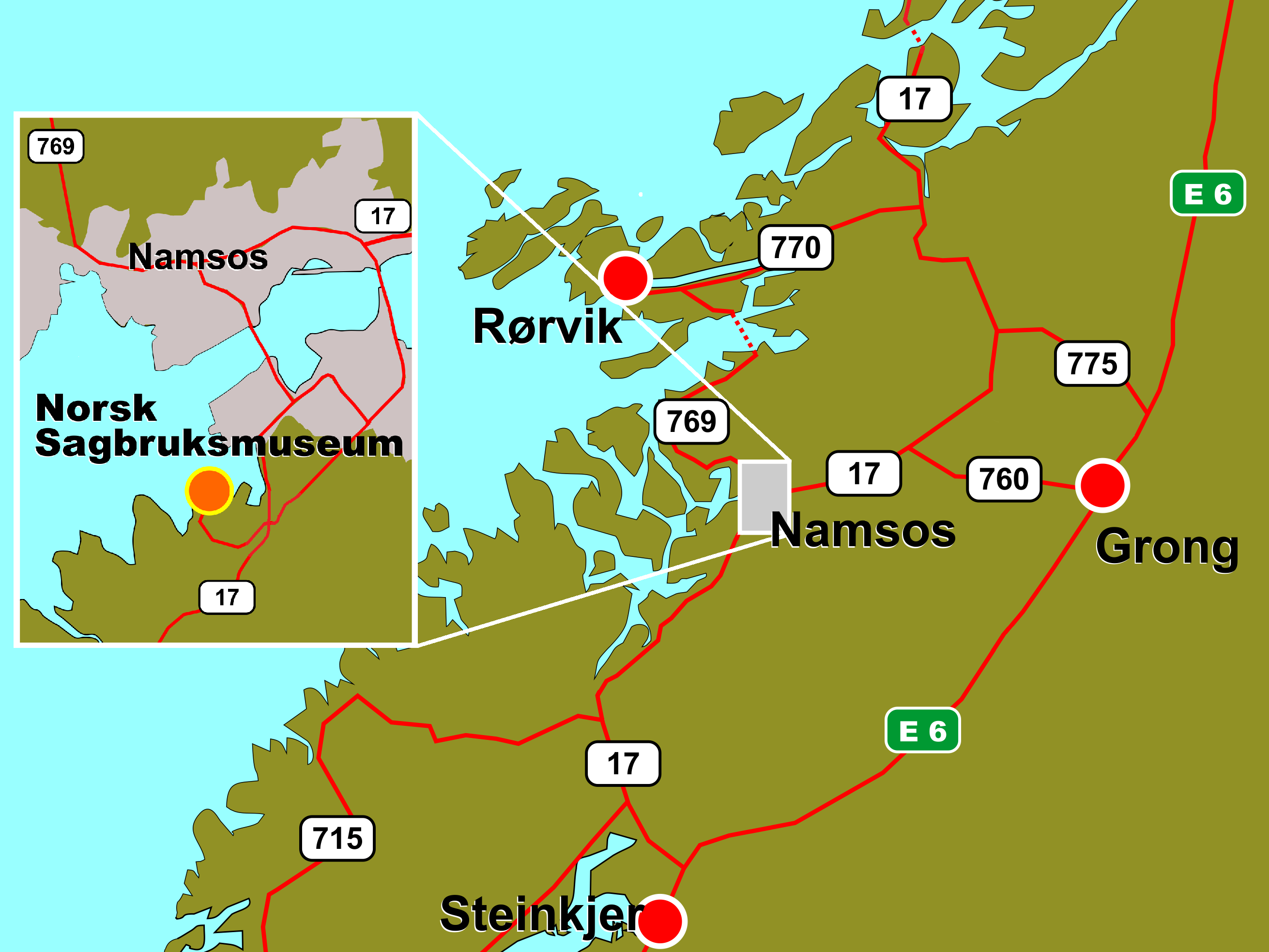
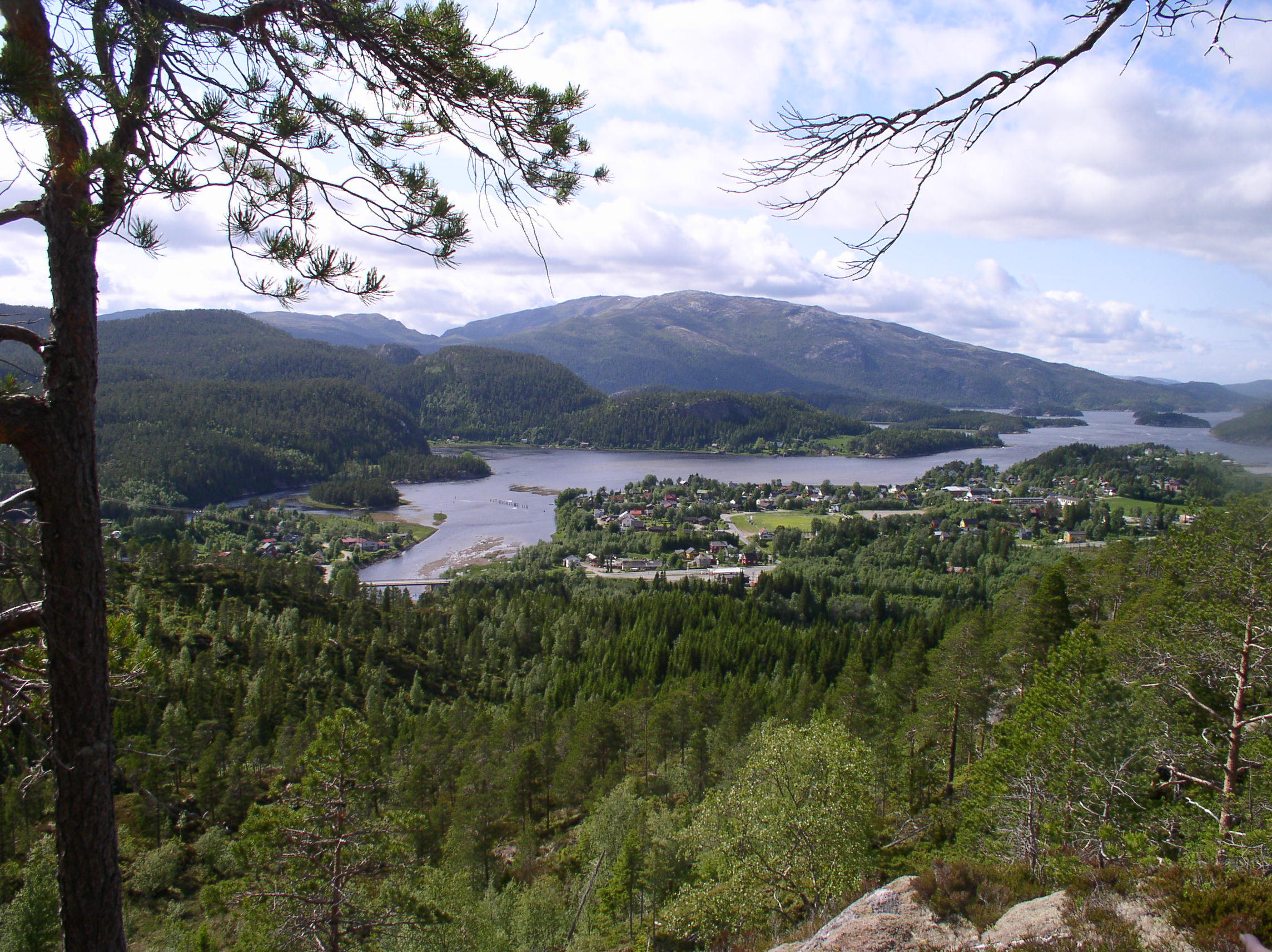
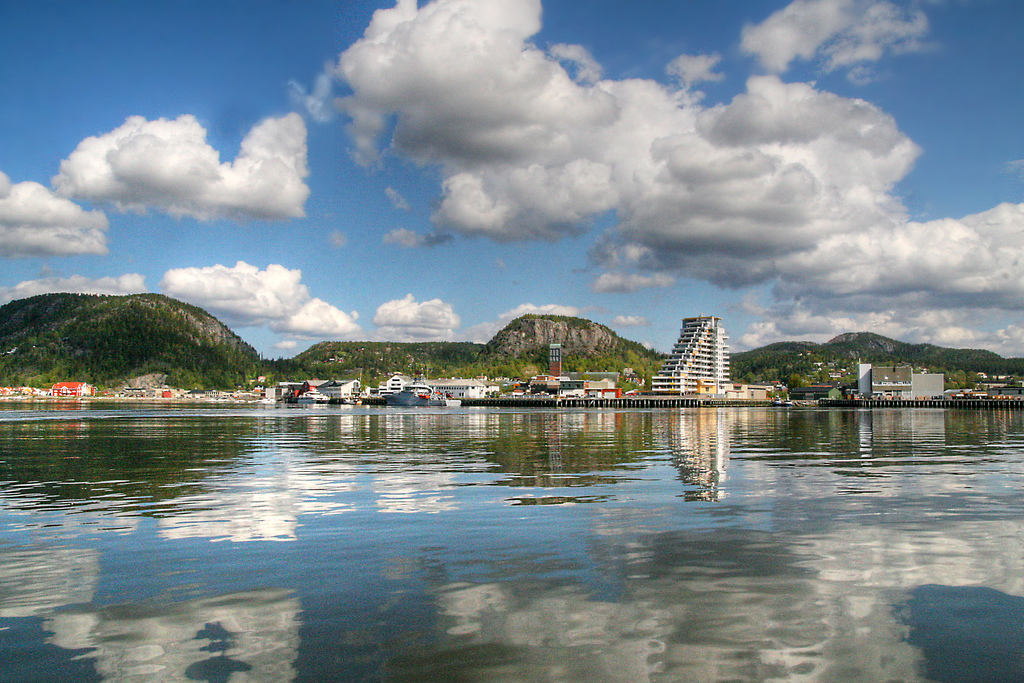
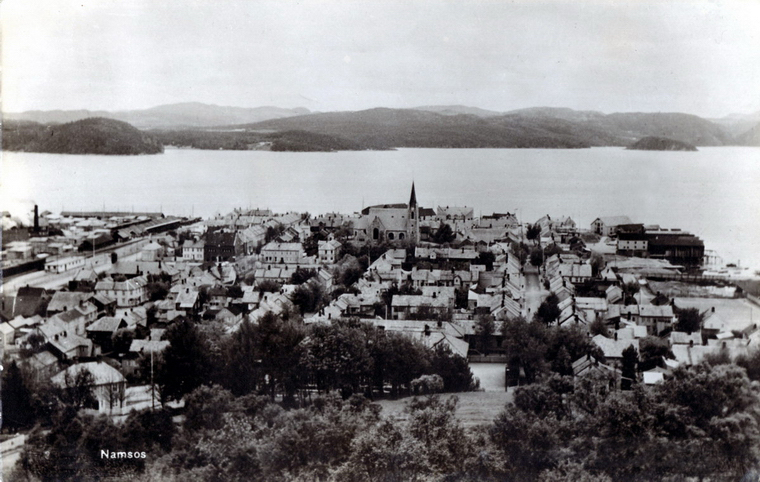

## أعلام
- جوستاين غولبراندسن
- كارل فرود تيلر
- ها آيفرسن
- أوتو داهل